# Desmond Doss
Desmond Thomas Doss (Lynchburg, Virginia, 7. veljače 1919. – Piedmont, Alabama, 23. ožujka 2006.) bio je vojni bolničar američke vojske tijekom Drugog svjetskog rata, koji je spasio 75 ranjenika tijekom Bitke za Okinawu, zbog čega je dobio najviše američko vojno odlikovanje Medalja časti, kao prva osoba, koja nije nosila oružje u borbi. Po njegovom životu snimljen je uspjeli film Greben spašenih iz 2016. redatelja Mela Gibsona.
Bio je praktični vjernik, kršćanin, član adventista sedmoga dana.  Desmond Doss smatrao je svojom dužnosti, da sudjeluje u Drugom svjetskom ratu, ali zbog vjere nije želio ni dotaknuti oružje, već je služio kao vojni bolničar, kako bi pomagao ranjenicima na bojištu. Pozvao se na priziv savjesti. Vojska mu dugo vremena nije željela udovoljiti, da ga pošalju na bojište bez oružja. Bio je i na vojnom sudu, jer nije želio koristiti oružje tijekom vojne obuke, no zbog priziva savjesti ipak mu je odobreno, da ide na bojište. 
Prvo je sudjelovao u borbama na Guamu i na Filipinima, za što je također dobio odlikovanja, a proslavio se u Bitci za Okinawu protiv Japanaca. Nenaoružan, uz stalnu životnu opasnost po bojištu je tražio ranjenike, pružao im osnovnu prvu pomoć i jednog po jednog na leđima je prenio do ruba grebena i užetom ih spuštao na dno grebena, gdje su bili na sigurnome i gdje su ih preuzimali drugi vojnici. Tako je spasio 75 ranjenika tijekom tri tjedna. Bio je ranjen više puta. Jednom je ranjen čekao sam 5 sati, davajući prioritet drugim ranjenicima, da se prvo njima pomogne.
Bio je sretno oženjen s Dorothy Doss sve do njene smrti 1991., a kasnije se još jednom oženio 1993. godine. Ima sina iz prvoga braka rođenoga 1946. godine. 
Postojao je interes, da se snimi igrani film o njegovom životu. Doss je odbijao dati pristanak, jer je bio skroman čovjek i nije se želio eksponirati te se bojao, da film neće vjerno prikazati njegov život. Pripreme za snimanje filma trajale su 14 godina i snimljen je 10 godina nakon smrti Desmonda Dossa s Melom Gibsonom kao redateljem, a s Andrewom Garfieldom u ulozi Desmonda Dossa. Njegovog rođenoga brata u filmu glumi australski glumac hrvatskoga porijekla Nathaniel Buzolic. Film je dobio vrlo pozitivne kritike i postigao je komercijalni uspjeh. 
Desmond Doss dobio je mnoge počasti za života i nakon smrti za svoje herojstvo i predano obavljanje dužnosti.